# Любові і слави заради
Любові і слави заради — кінофільм про події, що відбувалися під час Громадянської війни у США.

## Сюжет
Дія відбувається під час Громадянської війни в США між мешканцями півночі і жителями півдня. Ендрю полюбив Ребеку, і вони пов'язали свої долі попри заборону батьків Ендрю, адже Ребека з родини бідняків, і це зовсім на та пара, на яку вони розраховували. Але для Ендрю почуття виявилися важливіше, і він пішов з батьківського дому. Здавалося, тепер закохані зможуть жити щасливо, але тут почалася війна, і життя багатьох виявилися зруйновані.